# Илица
Илица (хорв. Ilica) — центральная улица столицы Хорватии города Загреба. На этой улице расположены многочисленные заведения торговли, общественного питания, культурные центры. Также считается самой дорогой загребской улицей для проживания и аренды помещения.
Расположена в загребском Нижнем городе (Donji grad). Это одна из самых длинных улиц Загреба — длиной 6,4 км (третья по длине в городе), она пролегает через всю западную часть города, в направлении с востока на запад, от центральной площади бана Йосипа Елачича через Чрномерец до Болонского бульвара.

## История
Прежнее название улицы — Лончарская дорога (Lončarska cesta, то есть «Гончарский путь»).
Улица названа в честь ручья Илица, вдоль которого жили гончарные мастера, по берегам Илицы добывали глину, из которой производили керамику. На краю Илицы возле церкви св. Маргареты был средневековый центр Нижнего города.
Название «Илица» впервые было зафиксировано в 1431 году, а сама улица получила свой нынешний вид в целом в конце XVIII века.
В 1956—1959 годах на Илице (фактически на площади Елачича) был возведено 16-этажное высотное здание, ставшей первым небоскрёбом в Загребе (его ремонтировали в 2007 году).
В настоящее время Илица — это торговое и деловое место Загреба.

## Объекты
На Илице сосредоточены многочисленные магазины, кафе и рестораны, банки, офисы различных компаний, учреждения культуры, некоторые предприятия и т. п.. Среди важных объектов городской инфраструктуры, расположенных на Илице:
- дом № 1 — «Илицкий небоскрёб» (хорв. Ilički neboder);
- дом № 3 — Хорватское Бюро статистики;
- дом № 12 — загребский офис British Council;
- дом № 17 — Архив Тошо Дабаца (Tošo Dabac);
- дом № 48 — штаб-квартира партии Демократического центра;
- дом № 85 — Загребская Академия искусств;
- дом № 108 — штаб-квартира партии Хорватские лейбористы — Партия труда;
- дом № 224 — Загребская пивоварня.

К дому № 8 идёт южное ответвление тоннеля Грич. Всего на Илице около 500 номеров домов.

## Транспорт
Илица — одна из важных улиц в транспортном отношении загребского центра города, движение в центре одностороннее.[проверить перевод]
По улице ходят трамваи: № 1, 6, 11, 12, 13, 14 и 17 (дневные маршруты).